# Vasile Vasilache (scriitor)
Vasile Vasilache (n. 4 iulie 1926, Unțești, județul Iași, România, astăzi în raionul Ungheni, Republica Moldova – d. 8 iulie 2008, Chișinău, Republica Moldova) a fost un eseist, jurnalist, nuvelist, pedagog, romancier, scenarist de film și scriitor român basarabean, cavaler al Ordinului Republicii (1996).
A debutat în 1962 cu nuvela Priveghiul mărgineanului. Este autor al unor nuvele și romane (Priveghiul mărgineanului, Povestea cu cucoșul roșu, Elegie pentru Ana-Maria, Surâsul lui Vishnu), al unor cărți pentru copii (Mama mare, profesoară de istorie), precum și al unor eseuri.

## Biografie
Născut la 4 iulie, satul Unțești, raionul Ungheni, ca fiu al lui Ion si al Elizabetei Vasilache, a terminat școala primară a făcut-o în satul natal. În toamna anului 1937 este admis la Liceul Național din Iași (astăzi Liceul „Mihail Sadoveanu”). În același an, din cauza taxei exagerate, tatăl Îl transferă la „Liceul de Aplicație” zis și Seminarul Pedagogic Universitar de pe lângă Universitatea Alexandru Ioan Cuza, Iași. Odată cu anexarea Basarabiei, întrerupe studiile, întorcându-se în satul natal. În 1940 se înscrie la școala medie din Ungheni, dar o părăsește în scurt timp, predarea fiind în limba rusă. În 1941-1944 își reia studiile la același „Liceu de aplicație” din Basarabia reocupată.
În 1944, devine învățător în satul natal, iar peste puțină vreme este repartizat la școala medie din satul Cetireni. Concomitent urmează studiile la Institutul Pedagogic de doi ani Soroca, (secția fără frecvență, limba și litaratură), apoi se transferă la Institutul Pedagogic din Chișinău, facultatea de litere (fără frecvență), pe care o absolvește în 1958. În același an, prin ordinul ministrului învățământului din RSS Moldovenească, este transferat la redacția săptămânalului „Cultura Moldovei”, în calitate de director, secția școli, unde a colaborat aproximativ cinci ani. În 1957, se angajează la ziarul „Cultura Moldovei”. Debutează în literatură, conferindu-i-se premiul I la un concursul republican de proză. Din acest moment profesează jurnalistica, îmbinând-o cu creația literară (proză scurtă): Aventurile celor doi verișori, Două mere țigance, Tăcerile casei aceleia. Debutează editorial cu cărțuliile „Trișca” (povestiri pentru copii) și „Răsărise un soare în vie (publicistică). 
În anii 1962-1964 urmează cursuri de scenaristică la Moscova, în cadrul cărora va elabora și propune pentru discuții scenariul „Povestea cu cocoșul roșu”. Devine membru al Uniunii Scriitorilor din Moldova din 1965. Activează ca redactor la revista „Nistru” (1965-1969) și ca membru al Colegiului de Scenaristică al Studioului Moldova-Film. La Riga, în 1969, este premiat pentru scenariul documentar Eu și ceilalti... obținând premiul I.  
1966 este anul afirmării plenare a scriitorului nu doar la scară națională. Opere aparte și cărți de proză semnate de Vasile Vasilache apar la Erevan, Alma-Ata, Vilnius, Kiev, Praga și în alte centre de cultură. 
În 1971, el publivă partea a doua a romanului Povestea cu coccoșul roșu, care este însă dur criticată de criticii literari Ion Racul și Valeriu Senic, ca fiind o abatere de la realismul socialist. Drept consecință, Vasilache va fi nevoit să se refugieze în traduceri.
În anul 1981 la editura Literatura Artistică vede lumina tiparului cartea pentru copii Peripețiile celor doi verișori. În 1983, iese de sub tipar culegerea de nuvele Elegie pentru Ana-Maria, nuvelă care îi probează maturitatea în domeniul prozei scurte.  
Între 1993-1995, a fost redactor-șef al revistei „Columna”. 
În 1986, 22 august, în contextul împlinirii vârstei de 60 de ani, prin decretul Prezidiului Sovietului Suprem al URSS, Vasile Vasilache este decorat cu ordinul „Znak Poceta” (Insigna de Onoare). Prin Decretul președintelui Mircea Snegur nr. 178 din 29 august 1991, i se acordă titlul onorific „Maestru Emerit al Artei”. În 1994, i se decernează Premiul Național în domeniul Literaturii, Artei și Arhitecturii. Prin Decretul Președintelui Mircea Snegur nr. 214 din 1 august 1996, este decorat cu Ordinul Republicii. În anul 2002 i se acordă Premiul „Opera Omnia” al Uniunii Scriitorilor din Moldova . 
Are patru copii, împreună cu soția Elena Tofan (c. 1945): Victor, traducător literar, Lidia, jurnalista Radio Moldova, Valeriu, scriitor, Elisabeta profesoara . Scriitorul moare subit la vârsta de 82 de ani și este înmormântat la Cimitirul Central din Chișinău.

## Citate
„Umblând prin arhiva mea, mi-a venit un gând ciudat. Zic, mă, când am să mor, să-mi puneți arhiva pe piept. Cea care nu a fost publicată. Eu voi continua pe cealaltă lume”—Vasile Vasilache
„La un moment dat am văzut cum un bondar a înnoptat într-o lalea și mi-am închipuit că e sultan. Un sultan înnoptează și laleaua a tras perdelele, obloanele. Sunt Baiazid Fulgerul a zis și laleaua a surâs. Și eu ședeam și mă gândeam că până la urmă, toată povestea asta cu o lalea, cu Baiazid înnoptând în seraiul ei, totul se încheie cu o ceapă în pământ. Iaca crugul vieții, cercul se închide”—Vasile Vasilache
„Eu uneori am sentimentul că nu stă în mine înmagazinat timpul de anii pe care îi am, ci foarte curios, mi se pare uneori că șed epoci”—Vasile Vasilache

## Scrieri
- Trișca (1960)
- Răsărise un soare în vie (1961)
- Priveghiul mărgineanului(1962)
- Ale tale două mâini (1964)
- Două mere țiganice (1964)
- Tăcerile casei aceleia (1970)
- Povestea cu cucoșul roșu (1966), (1993), (2002), (2004), (2013)
- O dată-n zori... (1979)
- Peripețiile celor doi verișori (1981)
- Elegie pentru Ana-Maria (1983), (1990), (2014)
- Scrieri alese (1986)
- Mama mare, profesoară de istorie (1988) (2018)
- Navetista și pădurea (1989), (2006)
- Brândușa și cei trei leneși (1990)
- Surâsul lui Vishnu (1993), (2004)
- Navetista în codru (2007)
- Verzi suntem, verzi... (2009)
- Jurnal (2017)
- Caiete (2020)
- Post-restant. Scrisori inedite (2023)

### Articole și interviuri
- Gazeta de Chișinău - Vasile Vasilache, la 95 ani de la naștere
- Vasile Vasilache. Caiete
- Scriitorul Vasile Vasilache a fost comemorat la 95 de ani de la naștere[nefuncțională – arhivă]
- Un autograf de la Vasile Vasilache Arhivat în 5 februarie 2024, la Wayback Machine.
- Vasile Vasilache, un scriitor inconfundabil în întreg spațiul literar românesc Arhivat în 5 februarie 2024, la Wayback Machine.
- Expoziție în memoria lui Vasile Vasilache[nefuncțională – arhivă]